# Hypercodia lamia
Hypercodia lamia är en fjärilsart som beskrevs av George Francis Hampson. Hypercodia lamia ingår i släktet Hypercodia och familjen nattflyn. Inga underarter finns listade i Catalogue of Life.